# Talgo (Unternehmen)
Patentes Talgo, S.L.U. (vormals Patentes Talgo, S.A.) mit Sitz in Las Matas bei Madrid ist ein börsennotiertes spanisches Bahntechnikunternehmen, das seit 1950 serienmäßig Talgo-Gliederzüge für den Tages- und Nachtreiseverkehr sowie Hochgeschwindigkeitszüge baut, betreibt und wartet. Die Züge sind teilweise mit Fahrwerken zum Wechseln der Spurweite ausgerüstet. Weiter stellt das Unternehmen auch Unterflur-Drehbänke zur Bearbeitung von Radsätzen an Eisenbahnfahrzeugen her.
Tochterunternehmen befinden sich unter anderem in Deutschland (seit 1994), den USA, in Kasachstan (seit 2004) und Großbritannien (seit 2019).

## Geschichte
Namensgebende Gründer waren im Jahr 1942 der Ingenieur und Erfinder des Talgo-Gliederzuges, Alejandro Goicoechea (* 1895 in Elorrio, † 1984 in Madrid), und der Finanzier José Luis Oriol Urigüen (1877–1972). Ihre Namen sind in dem spanischen Begriff Tren articulado ligero Goicoechea Oriol (deutsch: Gliederzug in Leichtbauweise nach Goicoechea und Oriol) enthalten, aus dessen Anfangsbuchstaben das Kurzwort „Talgo“ gebildet ist.

## Anteilseigner
Das Unternehmen war bis 2006 vollständig im Besitz der Familie Oriol, die auch die Geschäftsleitungsmitglieder stellte. 2005 wurden auf Grund von Kapitalbedarf und familieninternen Differenzen Private-Equity-Gesellschafter beteiligt, wobei die amerikanische Investmentbank Lehman Brothers Merchant Bankings (LBMB) 49,9 % der Stimmrechte erhielt.
Am Kapital von Talgo war neben der Familie und LBMB die spanische Kapitalanlagegesellschaft MCH beteiligt (über eine Holdinggesellschaft, Pegaso Rail International). 2015 hielt die Familie Oriol noch 20 % am Unternehmen, MCH war mit 16 % beteiligt und mit 64 % war der Finanzinvestor Trilantic Capital Partners (der 2009 aus Lehman Brothers herausgelöst wurde) zum Mehrheitsaktionär geworden.
Für den Börsengang im Mai 2015 wurde die Pegaso-Holding, die 100 % der operativen Gesellschaft Patentes Talgo hält, in Talgo, S.A. umfirmiert. Das Unternehmen platzierte 45 % seines Kapitals an der Börse, dabei wurden neue institutionelle Investoren sowie Mitarbeiter und Management am Unternehmen beteiligt. Die größten Anteilshalter von Talgo waren im März 2025 Pegaso Transportation International (37,5 %), Torrblas (Familie Torrente, 5 %) und Nueva Compañía de Inversiones (3,5 %).
Angesichts der zunehmenden Diskrepanz zwischen dem hohen Auftragseingang und der zu geringen Fertigungskapazitäten gab ein ungarisches Konsortium aus dem Unternehmen Magyar Vagon und dem staatlichen ungarischen Fonds Corvinus im Frühjahr 2024 ein Angebot zur Übernahme aller Anteile ab. Bei der Prüfung des Angebots hat die spanische Regierung, die dem Angebot kritisch gegenüber steht, bisher vier verschiedene Investoren kontaktiert, die jedoch das Fertigungsproblem nicht lösen können. Ende August 2024 lehnte sie die Übernahme schließlich aus strategischen und Sicherheitsgründen ab.
Auch der Einstieg von Škoda wurde abgelehnt. Ende 2024 gab es Gespräche mit Unternehmen wie Pesa und Jupiter Wagons. Auch Sidenor zeigt Interesse.
Im Februar 2025 wurde bekannt gegeben, dass ein baskisches Konsortium aus Sidenor, der Bankstiftung BBK, Vital und dem baskischen Staatsfonds Finkatuz die Anteile von Trilantic übernehmen und damit größter Einzelaktionär werden wird.

## Produkte
Die vom Unternehmen entwickelte Gliederzüge werden im Schienenpersonenfernverkehr auf Tages- und Nacht-Relationen sowie im Hochgeschwindigkeitsverkehr eingesetzt, wobei einige Züge umspurbare Laufwerke besitzen.
Viele Talgo-Züge verkehren mit eigens für sie entwickelten Triebfahrzeugen. Teilweise sind diese mit den Personenwagen zu betrieblich nicht trennbaren Triebzügen verbunden.
Talgo-Züge verkehren u. a. in Spanien, Portugal, Russland, Bosnien und Herzegowina, Saudi-Arabien, Kasachstan, Usbekistan, Kanada und den USA.
In Deutschland waren Talgo-Züge von 1994 bis 2009 als Nachtzüge eingesetzt. Ab 2023 sollen erneut 23 siebzehnteilige Reisezüge als ICE L auf nationalen Fernverkehrsstrecken und im Verkehr zwischen Deutschland und den Niederlanden eingesetzt werden.[veraltet]